# Ravnsfjall
Ravnsfjall är en kulle i Färöarna (Kungariket Danmark).   Den ligger i sýslan Streymoyar sýsla, i den centrala delen av landet, 21 km väster om huvudstaden Tórshavn. Toppen på Ravnsfjall är 257 meter över havet.
Terrängen runt Ravnsfjall är lite kuperad. Havet är nära Ravnsfjall åt sydost.  Närmaste större samhälle är Vestmanna, 13,6 km norr om Ravnsfjall. 